# Monasterio de los Santos Traductores
El Monasterio de los Santos Traductores (en azerí: Quşçu məbədi; en armenio:  Սուրբ Թարգմանչաց վանք) es un monasterio armenio, fundado en el siglo cuarto. Se encuentra al norte de Daşkəsən, en Azerbaiyán.
El monasterio fue fundado por los Santos Mesrob Mashtots e Isaac de Armenia. En 411 tradujeron la Biblia del siríaco. 
Según algunas fuentes, el monasterio fue construido en el final del siglo cuarto y el comienzo del siglo quinto. En el 989 y 1845 se reconstruyó el monasterio. El edificio se levantó durante el reinado del obispo Gabriel Harutunyan.